# Iglesia de San Mamés (Oteo)
La iglesia de San Mamés es un edificio situado en el concejo español de Oteo, en la provincia de Álava.

## Descripción
El edificio se encuentra en el concejo español de Oteo, del municipio de Campezo, perteneciente a la provincia de Álava, en la comunidad autónoma del País Vasco. Se menciona como iglesia parroquial del lugar en el duodécimo volumen del Diccionario geográfico-estadístico-histórico de España y sus posesiones de Ultramar de Pascual Madoz, donde aparece descrita con las siguientes palabras: «igl. parr. dedicada á San Mamés, servida por 3 beneficiados». En el tomo de la Geografía general del País Vasco-Navarro dedicado a Álava y escrito por Vicente Vera y López, se dice lo siguiente: «Su iglesia parroquial, dedicada á San Mamés, es de categoría rural de segunda, perteneciente al arciprestazgo de Campezo; antes estuvo servida por tres beneficiados».